# Observatoire de Düsseldorf
L'observatoire de Düsseldorf, (également connu sous le nom d'observatoire Bilk ou observatoire Charlottenruhe) était une installation de recherche astronomique. 
Elle était située près de l'église Alt St. Martin à Martinstraße 101 dans le quartier de Bilk à Düsseldorf et a existé de 1843 à 1943.

## Histoire
En 1843, Johann Friedrich Benzenberg, professeur de physique et d'astronomie au lycée de Düsseldorf dans la Mühlenstraße, construit un observatoire privé qu'il nomme Charlottenruhe en l'honneur de sa défunte épouse Johanna Charlotte Platzhoff (1789–1809). Benzenberg y effectue des observations célestes. L'instrument principal est une lunette de focale 1,8 m, équipée d'un micromètre circulaire pour mesurer la position des étoiles.
Après sa mort en 1846, l'observatoire devient la propriété de la ville de Düsseldorf. Le chef de l'observatoire est, à partir de 1847, Franz Friedrich Ernst Brünnow.
En 1851, Brünnow se rend à l'observatoire de Berlin et Karl Theodor Robert Luther en prend la direction. En particulier, Luther a déterminé la position des planètes et des astéroïdes. Il a mis les données à la disposition d'autres observatoires pour déterminer les orbites des corps célestes. Le 17 avril 1852 à 10 heures, 37 minutes, heure de Bilker, il découvre l'astéroïde (17) Thétis. Au cours des trois années suivantes, Luther découvre les astéroïdes (26) Proserpina, (28) Bellona et (35) Leukothea. Après la quatrième découverte, le conseil municipal de Düsseldorf a augmenté son salaire, qui était auparavant de 200 thalers par an.
De 1854 à 1857, Luther révise un catalogue d'étoiles pour l'Académie royale des sciences de Berlin.
Le 20 février 1890, le dernier astéroïde (288) Glauke est découvert depuis l'observatoire. 
Le fils de Luther, Wilhelm, qui avait auparavant travaillé aux observatoires de Bonn et de Hambourg, obtient en 1892 un poste d' assistant à Bilk.
En 1943, l'observatoire est détruit lors d'un attentat à la bombe. Le corps refondu du télescope se dresse de nos jours comme un mémorial devant la tour ouest de l'Alt St. Martin. 
En mémoire de l'ancien observatoire et en l'honneur des astronomes qui y ont travaillé, les noms de rues Benzenbergstrasse, Robert-Luther-Strasse, Merkurstrasse, Neptunstrasse, Planetstrasse et Sternwartstrasse se trouvent à proximité du site historique.
Toujours en l'honneur de l'observatoire, un astéroïde découvert en 1967 a été nommé «  (4425) Bilk ».

## Galerie

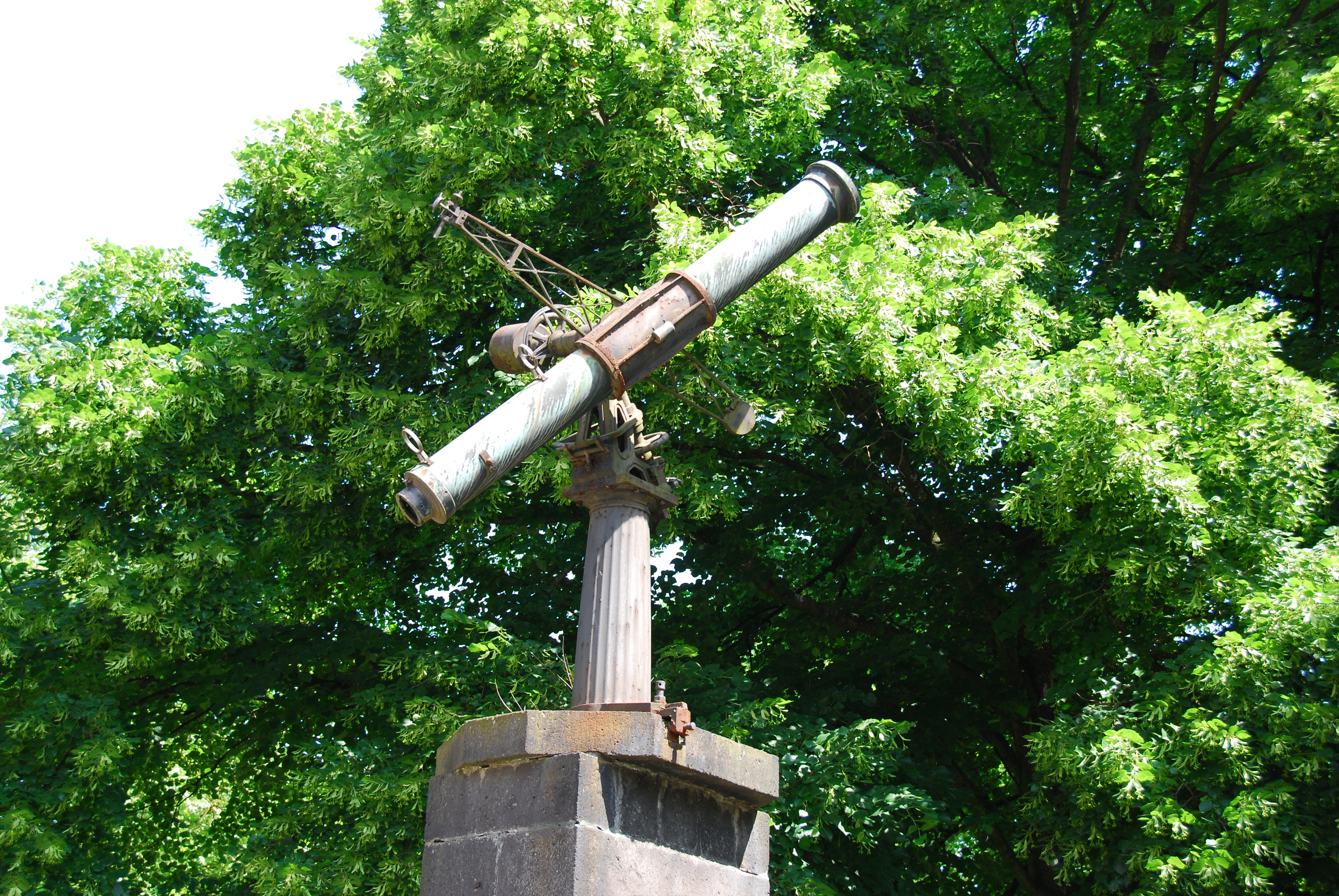
Lunette de l'observatoire
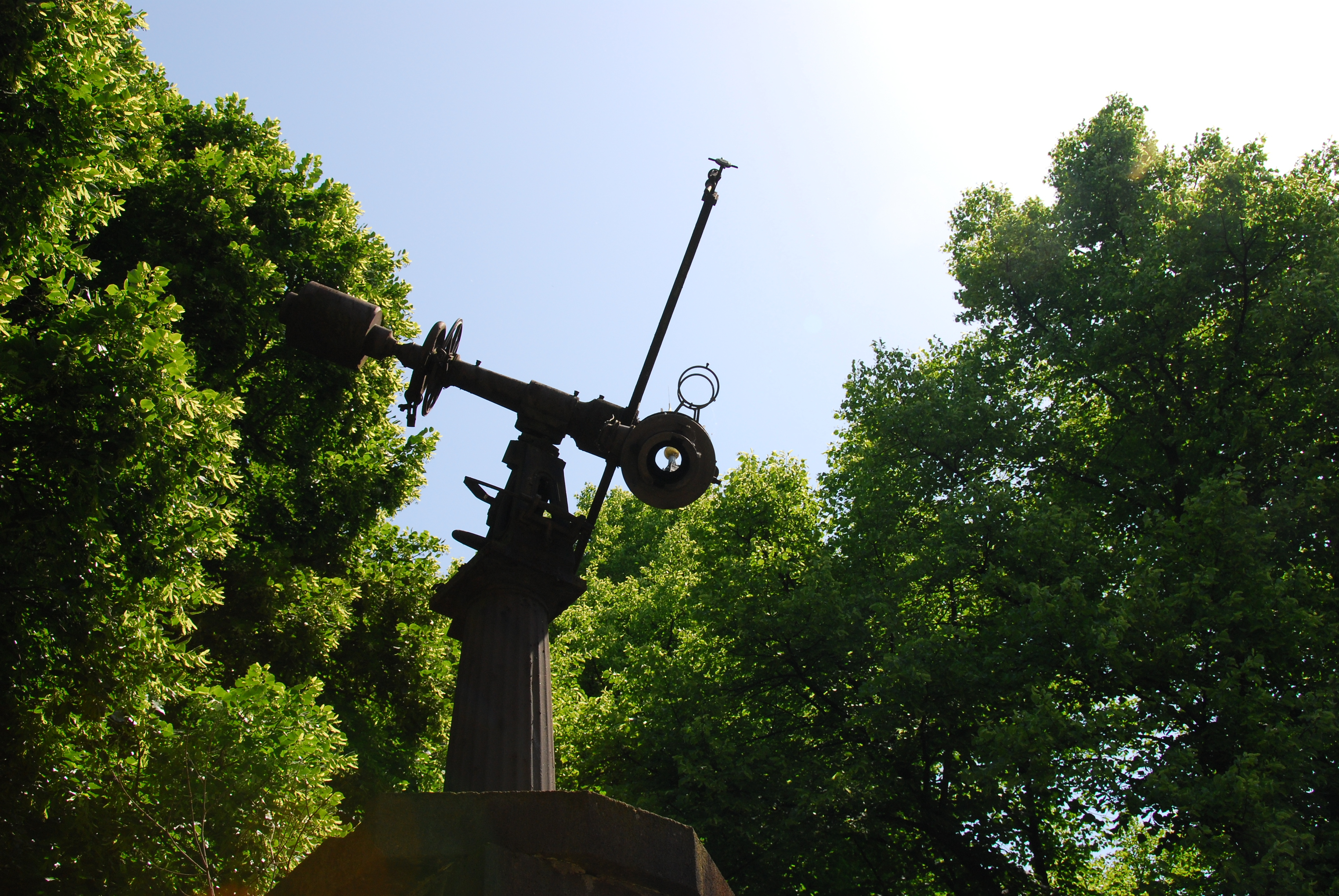
Vue à travers l'objectif
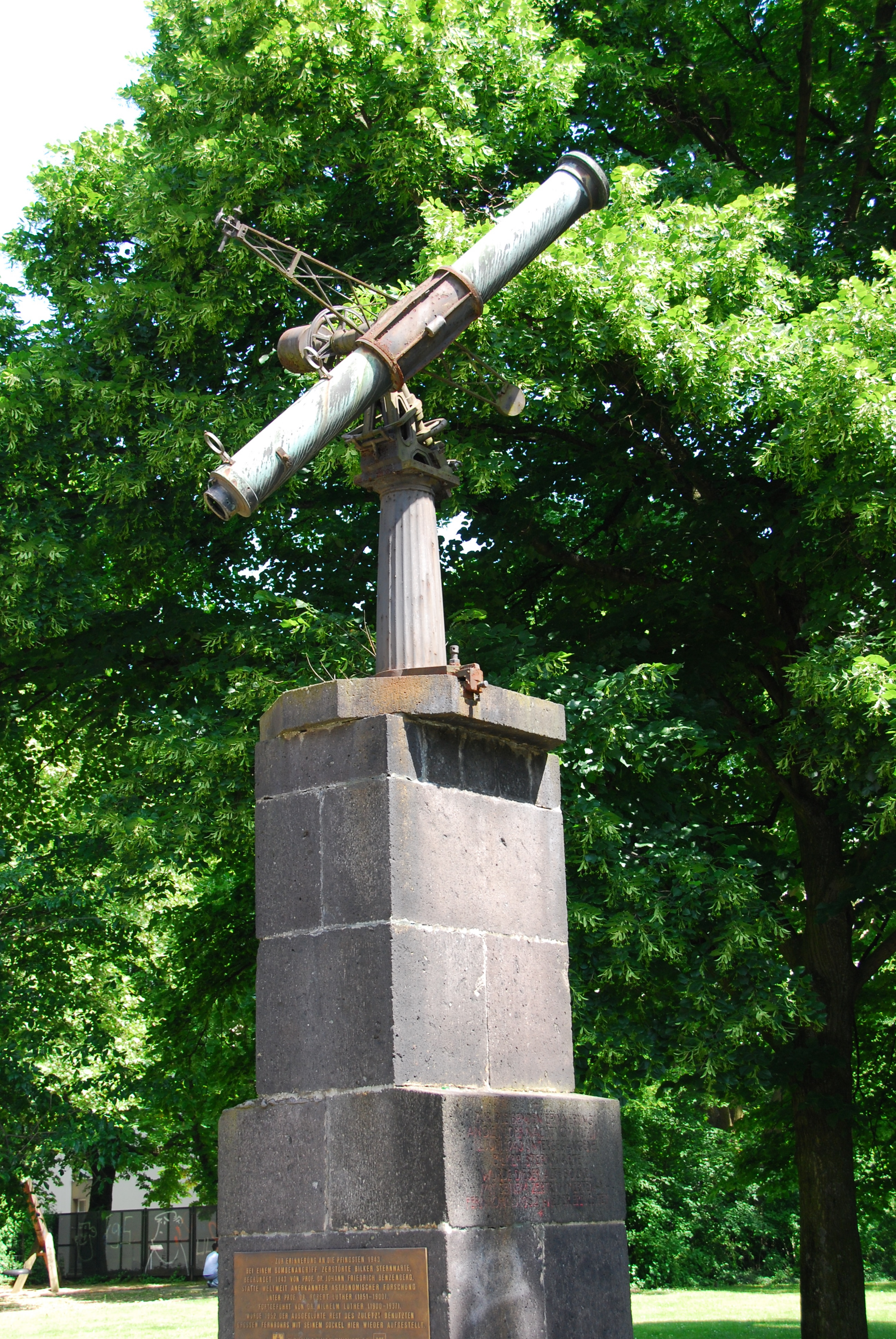
Vue de face
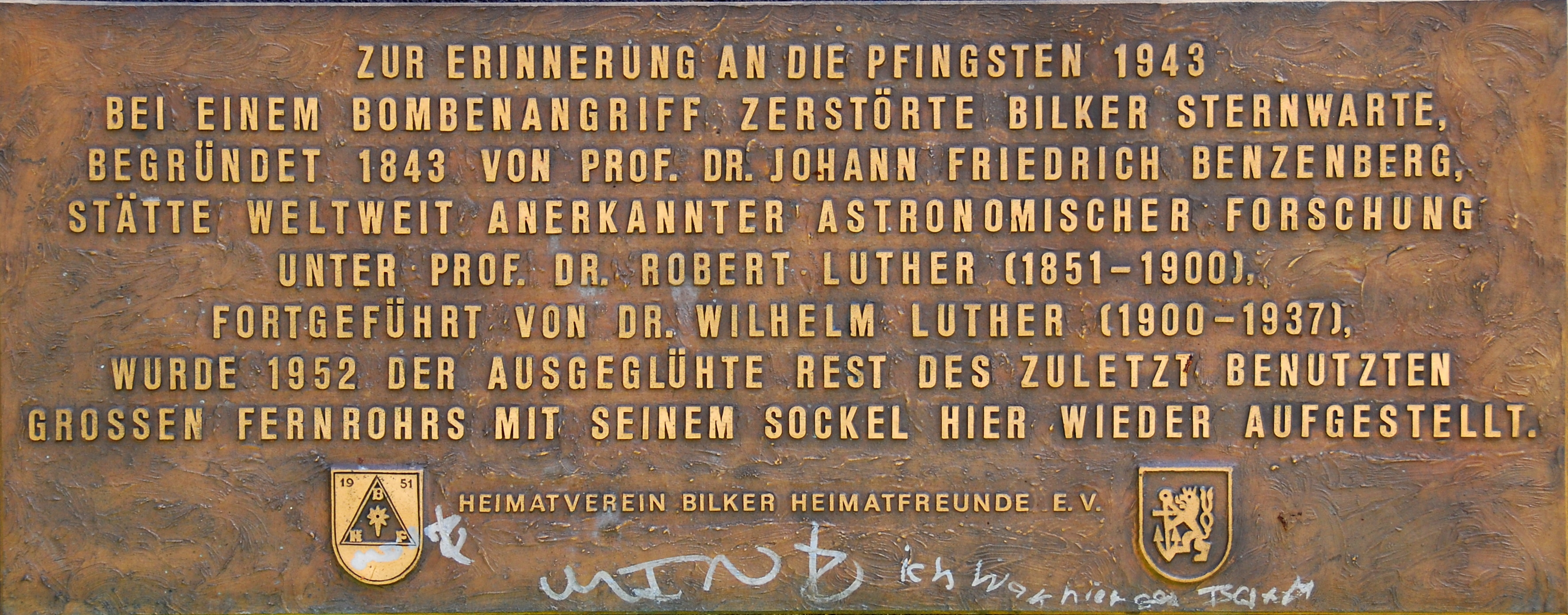
Panneau informatif